# سید جعفر(نماینده)
سیدجعفر  از واعظان شیرازی بود، که در دوره نخست بعنوان نماینده شیراز در مجلس شورای ملی حضور داشت.